# Bucky McConnell
Paul Joseph "Bucky" McConnell (1 de julio de 1928 - 1 de abril de 2019) fue un jugador de baloncesto estadounidense que disputó una temporada en la NBA. Con 1,78 metros de estatura, jugaba en la posición de base.

## Trayectoria deportiva

### Universidad
Jugó durante su etapa universitaria con los Thundering Herd de la Universidad Marshall.

### Profesional
En febrero de 1953 fichó por los Milwaukee Hawks de la NBA, con los que acabó la temporada, promediando 4,9 puntos, 2,9 asistencias y 2,4 rebotes por partido.

## Estadísticas de su carrera en la NBA

### Temporada regular
| Temporada | Edad | Equipo          | Liga | Pos. | P  | TIT | MIN  | TC  | TCA | %TC  | 3P | 3PA | %3P | TL  | TLA | %TL  | R.OF. | R.DEF. | REB | ASIS | ROB | TAP | PER | FP  | PTS |
| 1952-53   | 24   | Milwaukee Hawks | NBA  | PG   | 14 |     | 21.2 | 1.9 | 5.1 | .380 |    |     |     | 1.0 | 2.1 | .483 |       |        | 2.4 | 2.9  |     |     |     | 2.8 | 4.9 |
| Total     |      |                 | NBA  |      | 14 |     | 21.2 | 1.9 | 5.1 | .380 |    |     |     | 1.0 | 2.1 | .483 |       |        | 2.4 | 2.9  |     |     |     | 2.8 | 4.9 |